# 杭州市萧山区第十高级中学
杭州市萧山区第十高级中学简称“萧山十中”，为萧山区教育局下辖的一所普通高中。其位于浙江省杭州市萧山区蜀山街道蜀山路128号，西山（萧然山）脚下。学校先后荣获“全国素质教育先进集体”“浙江省二级普通高中特色示范学校”“杭州市艺术特色学校”等荣誉称号。

## 学校历史
- 原为1984年建立的萧山乡镇工业学校
- 1999年改名为萧山十中。
- 2001年开始招收普通高中生
- 2005年开始招收音美特长生。[3]

## 学校建筑
- 科技楼：为学校标志建筑，内有各类活动室，图书馆，实验室和心理咨询室等。
- 行政楼：为学校领导办公的地方，学校医务室亦设此处。
- 音乐楼：为近年新建，内为报告厅。
- 美术楼：美术生学习美术，进行绘画训练的地方。
- 教学楼：为进行正常教学活动的教室，共有两栋。
- 寝室楼：住校生在上学期间居住的地方，共有四栋。
- 其他建筑有：操场，羽毛球馆，篮球场，风雨操场，室外乒乓球台，游泳池，校内菜园，食堂，校内超市。

## 学校班级
学校有三个年级，一个年级14个班，全学校约有1900名学生。

## 学校教育
萧山十中的音美教育在全萧山区名列前茅，为社会提供了众多音美人才。2021-2023届毕业生，特控线上线12人，艺术一段上线618人，普通类一段上线750人，平均本科率达72.6%。5年来十中毕业生被985、211及双一流大学录取56人，省重点院校录取229人，各类美院、音乐院校录取107人。